# Bastian Trinker
Bastian Trinker (Pörtschach am Wörthersee,  11 de mayo de 1990) es un tenista profesional de Austria.

## Carrera
Su mejor ranking individual es el N.º 241 alcanzado el 21 de diciembre de 2015, mientras que en dobles logró la posición 587 el 21 de abril de 2014.
No ha logrado hasta el momento títulos de la categoría ATP ni de la ATP Challenger Tour.